# درنه (بشاگرد)
درنه، روستایی در دهستان سردشت بخش مرکزی شهرستان بشاگرد در استان هرمزگان ایران است.

## جمعیت
بر پایه سرشماری عمومی نفوس و مسکن در سال ۱۳۹۵، جمعیت این روستا برابر با ۱۵ نفر (۵ خانوار) بوده‌است.